# Навка, Антон
Антон На́вка (в.-луж. Anton Nawka, 20 сентября 1913 года, Радвор, Германия — 4 апреля 1998 года, Будишин, Германия) — лужицкий писатель, переводчик, редактор и педагог. Писал на верхнелужицком языке.

## Биография
Родился 20 сентября 1913 года в городе Радвор в семье лужицкого поэта, учителя и общественного деятеля Михала Навки. С 1920 года обучался в Радворской народной школе и с 1924 года — в Будишинской гимназии. После получения среднего образования в 1933 году изучал журналистику, историю и экономику в Берлине и Бреслау.В 1937—1938 годах изучал юриспруденцию в Ягеллонском университете. С 1938 года работал в Торговой академии в Познани. В довоенное время редактировал студенческую газету «Serbski student». С 1941 года участвовал во Второй мировой войне. В 1945 году был в советском плену. После возвращения в Германию принимал участие в восстановлении деятельности лужицкой культурно-просветительской организации «Домовина». С 1946 года по 1949 год изучал историю в Познанском университете. С 1949 года по 1954 год преподавал в Сербской высшей школе в Будишине и с 1954 года работал научным сотрудником в Сербском педагогическом институте. С 1958 года по политическим причинам оставил преподавательскую деятельность в Сербском педагогическом институте и стал работать в редакции лужицкой газеты «Nowa doba». В 1968 году уволился из редакции газеты и стал заниматься литературной деятельностью. С 1972 года был редактором детского журнала «Płomjo» и работал лектором в издательстве «Домовина».
Скончался 4 апреля 1998 года в Будишине. Похоронен на кладбище святого Николая в Будишине.

## Творчество
Будучи редактором студенческой газеты «Serbski student», печатал на её страницах в довоенное время свои рассказы и стихотворения. Занимался переводами на верхнелужицкий язык. Перевёл произведения Оноре де Бальзака и Юзефа Крашевского.
Сочинения
- Pod wopačnej łopaću. Ludowe nakładnistwo Domowina, Budyšin 1961.
- Pod wopačnej flintu. Ludowe nakładnistwo Domowina, Budyšin 1964.
- Słownik górnołużycko-polski, 1965;
- Jadwiga. Ludowe nakładnistwo Domowina, Budyšin 1969.
- Serbska poezija 8, 1982.
- Kubło pod worješinu. Ludowe nakładnistwo Domowina, Budyšin 2003.

## Награды
- Литературная премия «Домовины» (1965);
- Заслуженный деятель культуры Польши (1970);
- Лауреат премии имени Якуба Чишинского (1995).